# Polystichum muricatum
Polystichum muricatum är en träjonväxtart som först beskrevs av Carolus Linnaeus, och fick sitt nu gällande namn av Fée. Polystichum muricatum ingår i släktet Polystichum och familjen Dryopteridaceae. Inga underarter finns listade.